# Люби мене, як я тебе
«Люби мене, як я тебе» — радянський художній фільм 1986 року, знятий режисером Вірою Токарєвою на кіностудії «Мосфільм».

## Сюжет
Сентиментальний мюзикл про кохання та відданість: полярник Федя зустрів і полюбив Ксенію. Доброта і чуйність Федора викликали почуття у відповідь Ксенії.

## У ролях
- Світлана Смирнова — Ксенія (вокал: Олена Камбурова)
- Лера Вельмога — Ксюша, донька Ксенії (вокал: Світлана Степченко)
- Валерій Хромушкін — Федір, полярник (вокал: Леонід Серебренников)
- Альберт Філозов — Понідруг
- Марина Федіна — Зоя (вокал: Людмила Сенчина)
- Раднер Муратов — східна людина (вокал: Павло Сміян)
- Андрій Зайков — Іван
- Олександр Масляков — ведучий передачі «А, ну-ка, дівчата!»
- Віра Фалютинська — продавчиня дитячих іграшок
- Костянтин Корольков — епізод
- Людмила Гаврилова — продавчиня дитячих іграшок
- Джамбул Худайбергенов — полярник, друг Федора
- К. Сахаров — епізод
- Сергій Ганшин — полярник, друг Федора
- В. Кемєшаєв — епізод
- Ігор Андріянов — епізод
- Ольга Токарєва — епізод
- Ірина Дітц — епізод
- Катерина Куравльова — епізод
- Світлана Спірідонова — епізод
- Маргарита Сєрдцева — епізод
- К. Романенко — епізод
- Микита Романенко — епізод

## Знімальна група
- Режисер — Віра Токарєва
- Сценарист — Валентин Горлов
- Оператори — Леонід Крайненков, Нана Фудім
- Композитор — Володимир Комаров
- Художник — Тетяна Антонова